# Clarkia
Clarkia és un gènere de plantes angioespermes dina la família Onagraceae. Pràcticament totes les espècies són plantes natives d'Amèrica del Nord Occidental, especialment de la Península de Califòrnia, encara que una espècie (Clarkia tenella) és planta nativa d'Amèrica del Sud.
Algunes espècies anteriorment estaven classificades dins el gènere "Godetia". Aquest gènere rep el seu nom en honor de l'explorador William Clark, la tripulació del qual va ser la que va trobar els primers exemplars.

## Descripció
Herba anual amb una arrel axomorfa prima, tiges erectes, de 10 a 70 cm d'alçada, generalment simples o ramificades des de la base, glabres o peludes. Fulles lineals a lanceolades, d'1,5 a 5 cm de llarg, senceres, generalment sentades. Floreix a l'estiu. La inflorescència és una espiga oberta, amb floració lliure amb botons florals erectes. L'hipant mesura de 2 a 10 mm de llarg, i la corol·la té forma de copa, que tendeixen a tancar-se de nit. Els pètals són color lavanda a morat, i sovint, amb una tonalitat més fosca als extrems, en forma de ventall el·líptic, de 5 a 15 mm de longitud. Els sèpals romanen fusionats en 2 o eixen lliures, generalment doblegats. Presenta 8 estams fèrtils, tots iguals. Els estigmes són el·líptics-oblongs, d'uns 1,5 mm de llarg, de color lavanda a roig violaci o fosc, i mai excedeix les anteres. El fruit és una càpsula d'1 a 3 cm de longitud, rodó o amb 4 angles, amb nervadures, densament piloses i curtes.

## Evolució
Es creu que l'espècie ancestral tenia un nombre cromosòmic de 7, i que l'augment del nombre de cromosomes dins del gènere Clarkia es correlaciona amb la preferència de l'hàbitat, generalment cap als hàbitats més xèrics. Es creu que tenia flors grans de color rosa lavanda amb forma de bol amb els pètals a taques. Aquesta era autofèrtil, amb alguns entrecreuaments. Es creu que l'especiació de Clarkia s'ha produït principalment en hàbitats de nord a sud i a llocs mèsics a xèrics.

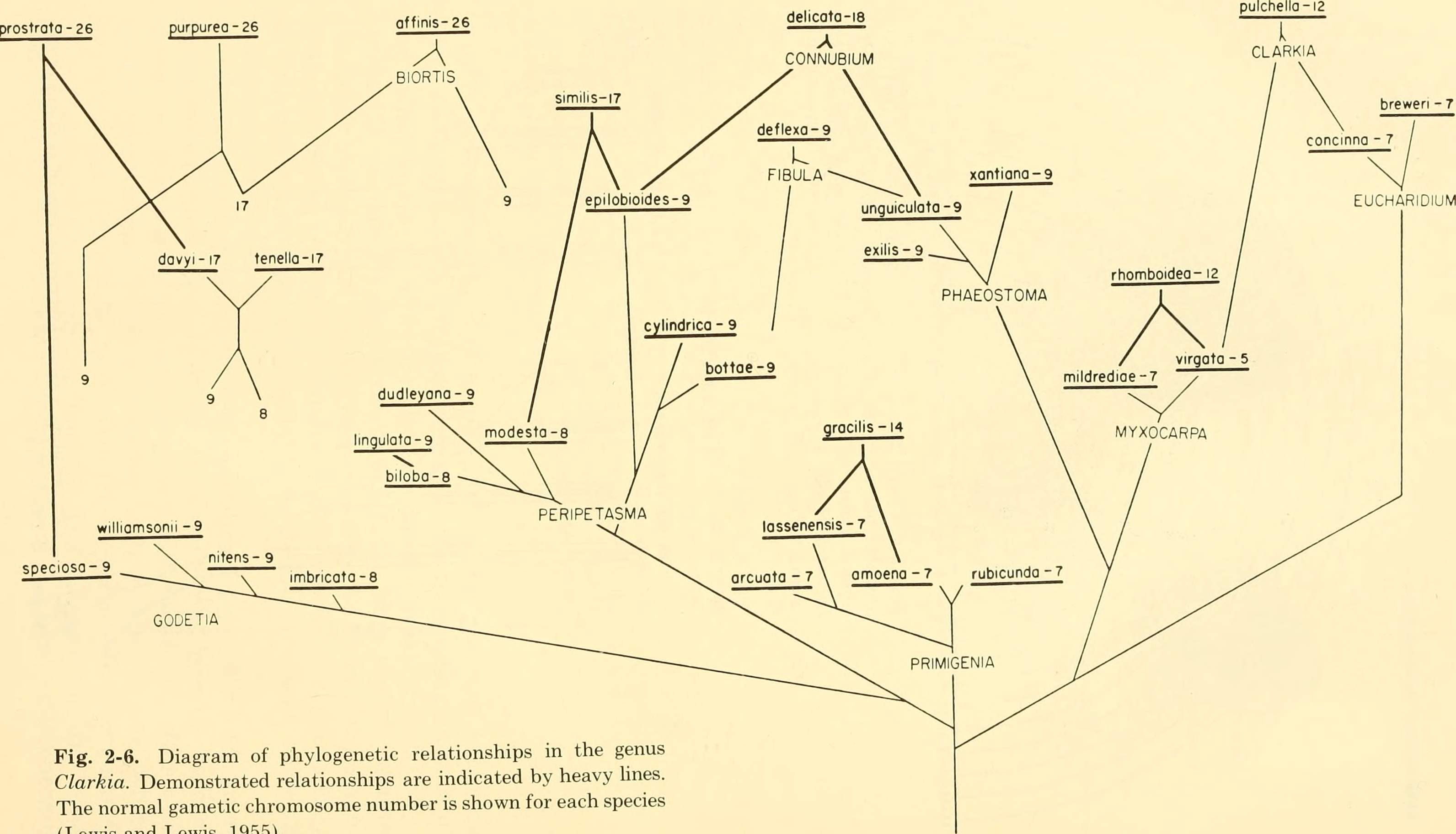
Diagrama de les relacions filogenètiques del gènere Clarkia. Les relacions demostrades estan representades per línies fosques. Es mostra el nombre cromosòmic gamètic de cada espècie (Louis and Lewis, 1955)

## Cultiu ornamental
Per al seu cultiu prefereix sòls pobres i lleugers, ja que els més enriquits provoquen un major creixement de les rames i menys flors. La sembra es realitza durant la primavera a la seua ubicació definitiva quan ja no existisca risc de gelades. Per a no córrer riscos es pot realitzar sota protecció, per a després trasplantar-les. Les llavors s'han de plantar de manera espaiada, directament en l'exterior. En àrees càlides, on dona millors resultats, s'opta per sembrar-les a finals d'estiu i deixar que les noves plàntules passen l'hivern a recer. Necessiten d'exposicions prolongades al sol i regs abundants en proporció a la calor. Li perjudica l'excés d'humitat.
Algunes espècies són plantes ornamentals, per exemple la mountain garland (Clarkia unguiculata), redspot clarkia (Clarkia speciosa), farewell to spring (Clarkia amoena) i Clarkia bottae.

## Algunes espècies
- Clarkia affinis
- Clarkia amoena (farewell to spring)
- Clarkia arcuata
- Clarkia australis
- Clarkia biloba
- Clarkia borealis
- Clarkia bottae
- Clarkia breweri
- Clarkia concinna
- Clarkia cylindrica
- Clarkia davyi
- Clarkia delicata
- Clarkia dudleyana
- Clarkia epilobioides
- Clarkia exilis
- Clarkia franciscana
- Clarkia gracilis
- Clarkia heterandra
- Clarkia imbricata
- Clarkia jolonensis
- Clarkia lassenensis
- Clarkia lewisii
- Clarkia lingulata
- Clarkia mildrediae
- Clarkia modesta
- Clarkia mosquinii
- Clarkia prostrata
- Clarkia pulchella
- Clarkia purpurea
- Clarkia rhomboidea
- Clarkia rostrata
- Clarkia rubicunda
- Clarkia similis
- Clarkia speciosa (redspot clarkia)
- Clarkia springvillensis
- Clarkia stellata
- Clarkia tembloriensis
- Clarkia tenella
- Clarkia unguiculata (mountain garland; sinònim C. elegans)
- Clarkia virgata
- Clarkia williamsonii
- Clarkia xantiana

## Galeria

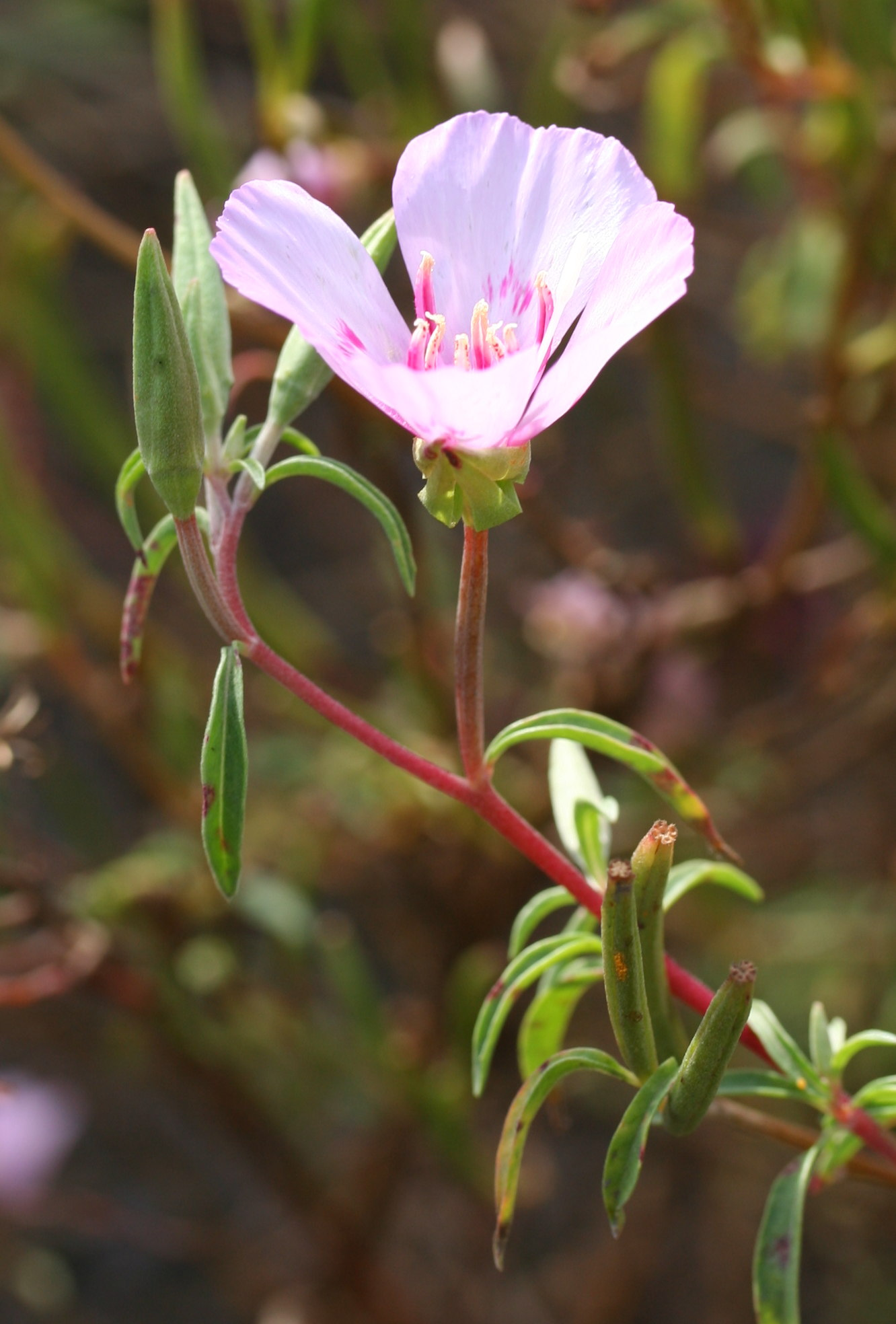
Clarkia amoena
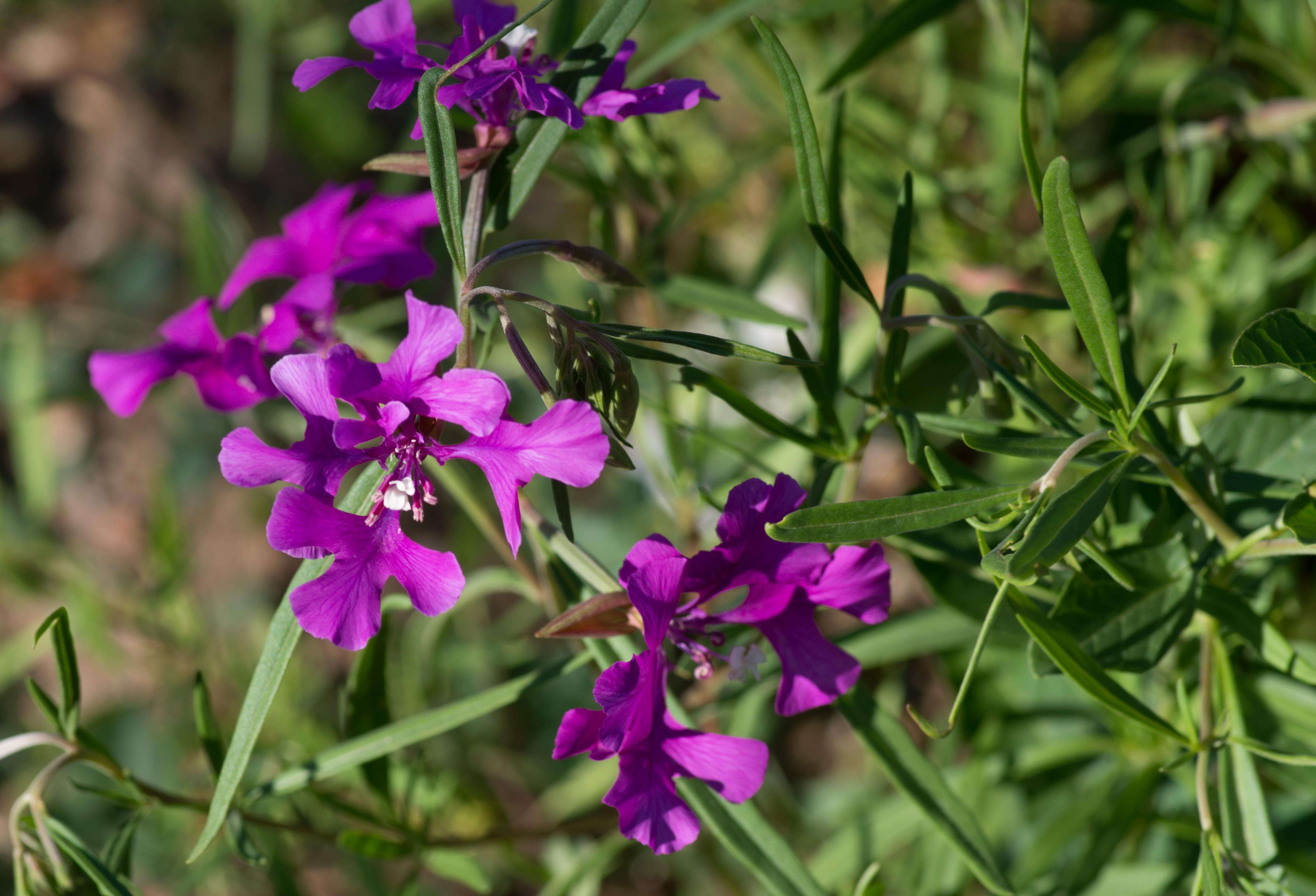
Clarkia pulchella
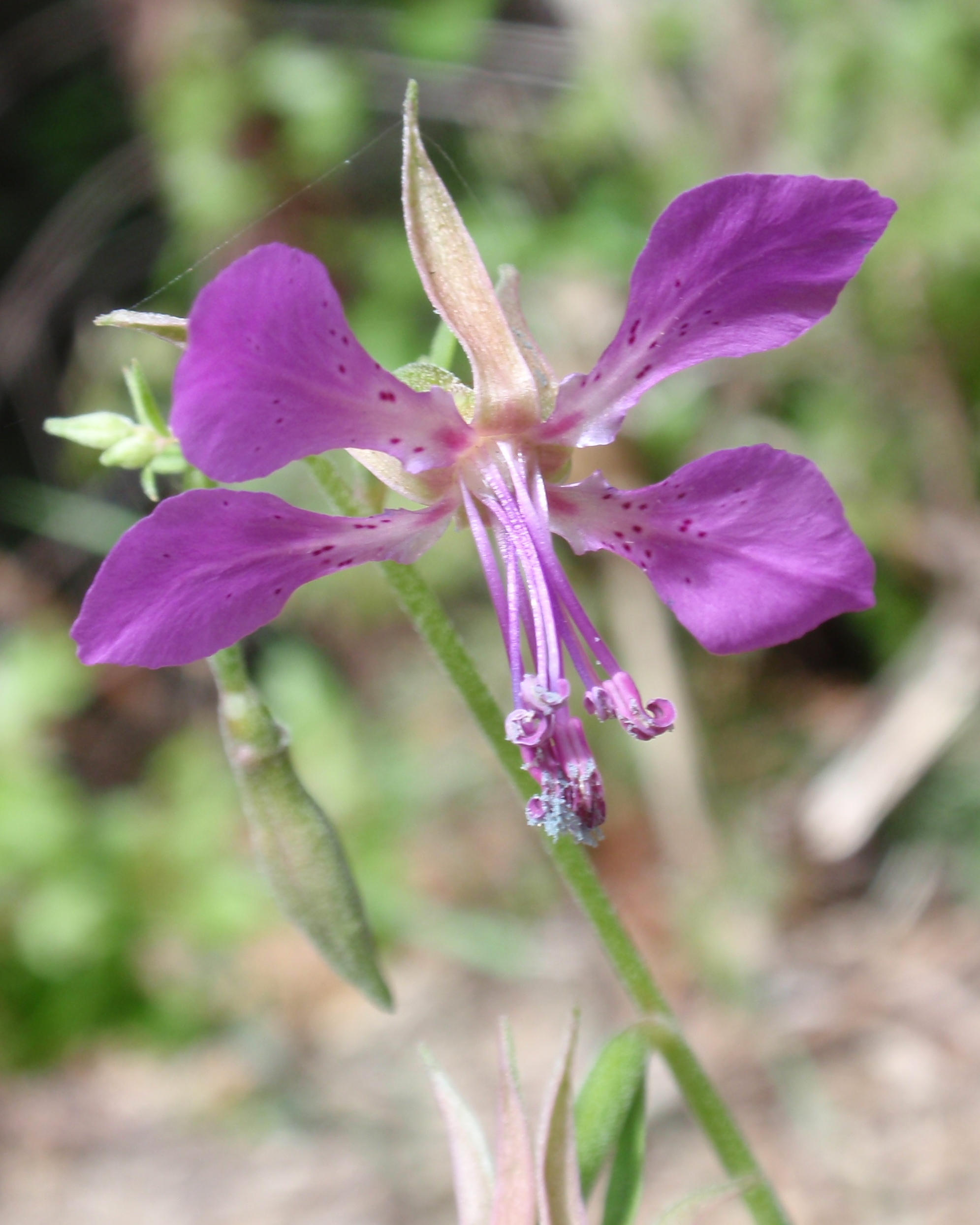
Clarkia rhomboidea
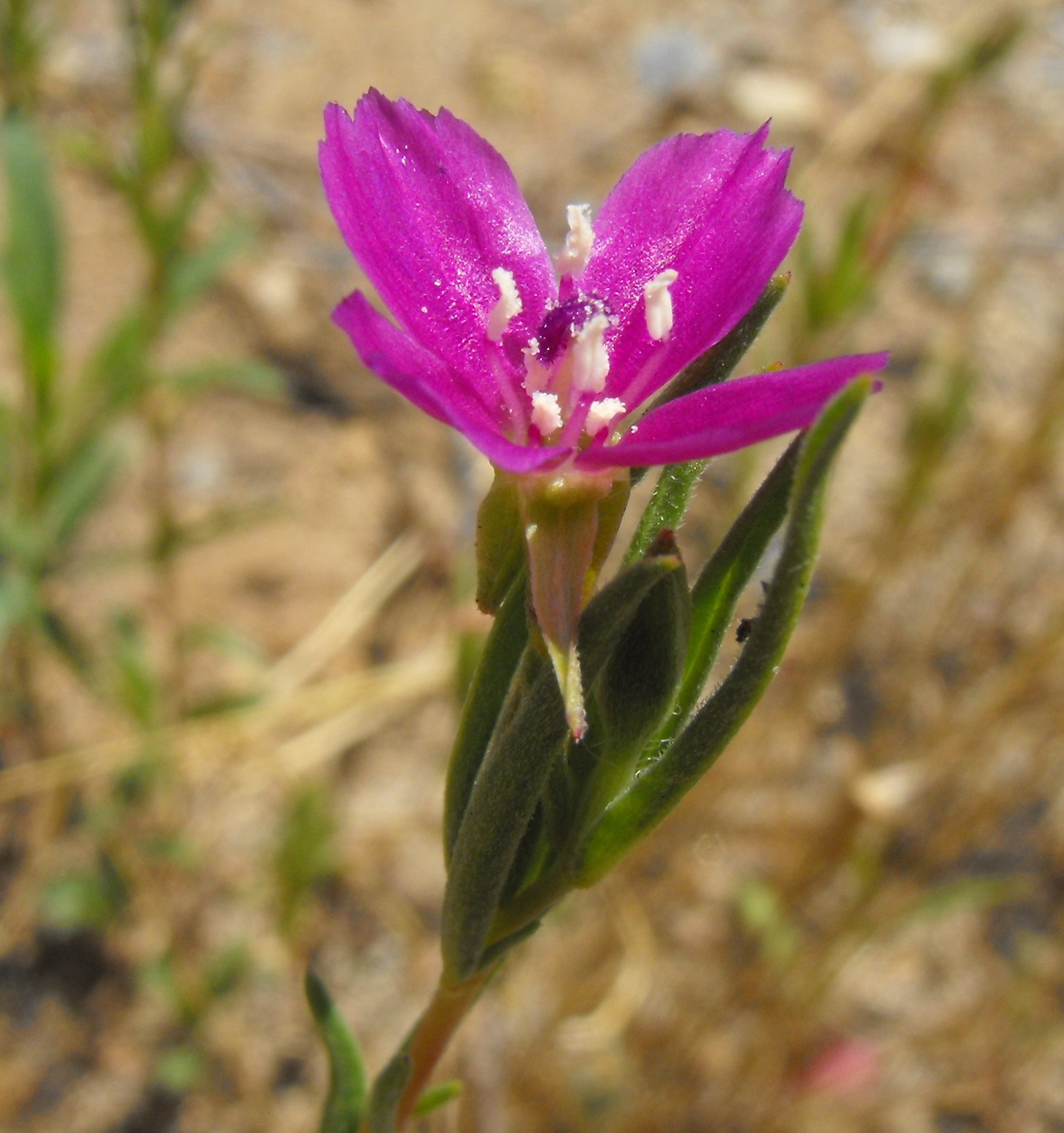
Clarkia purpurea
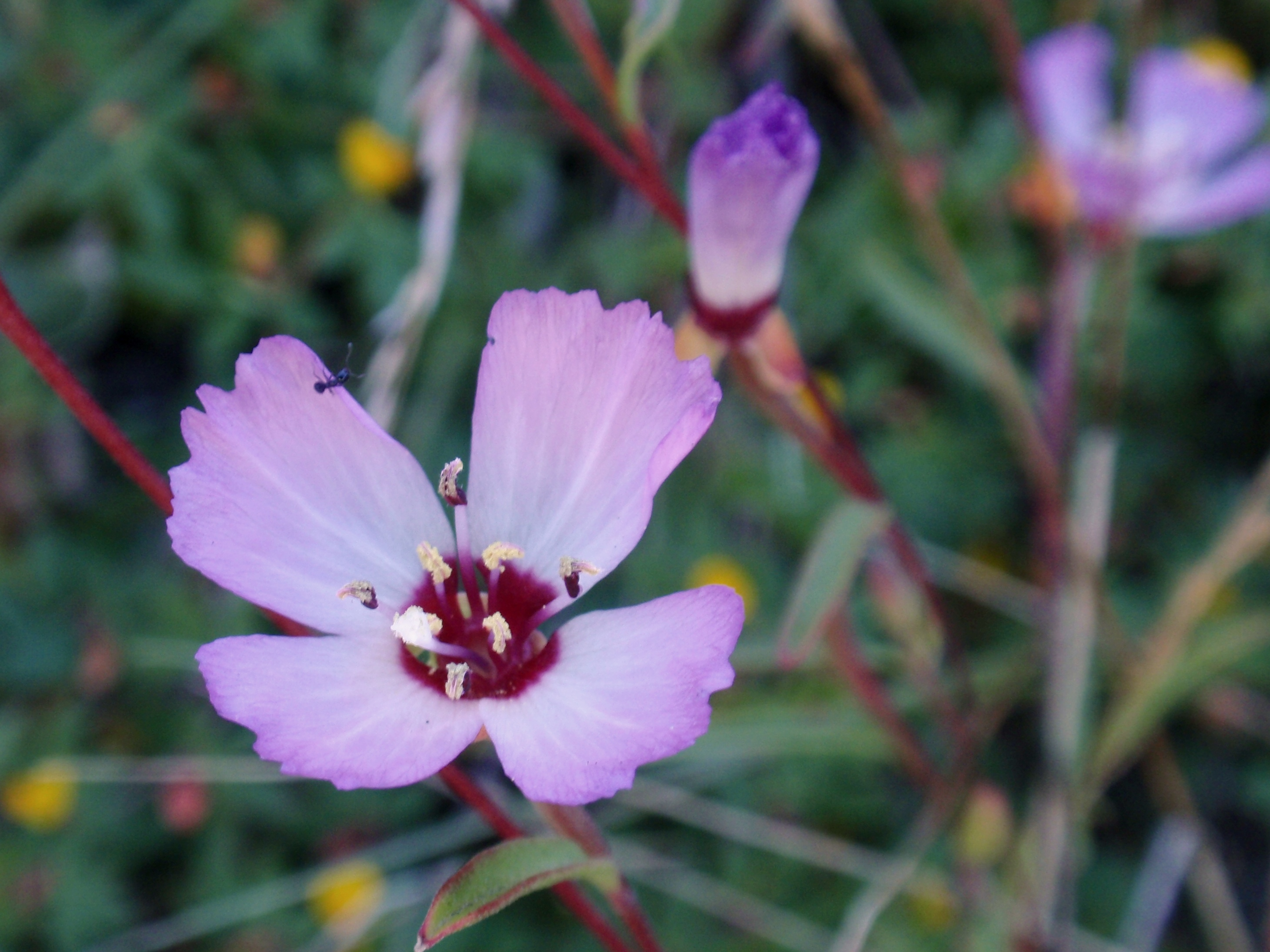
Clarkia franciscana
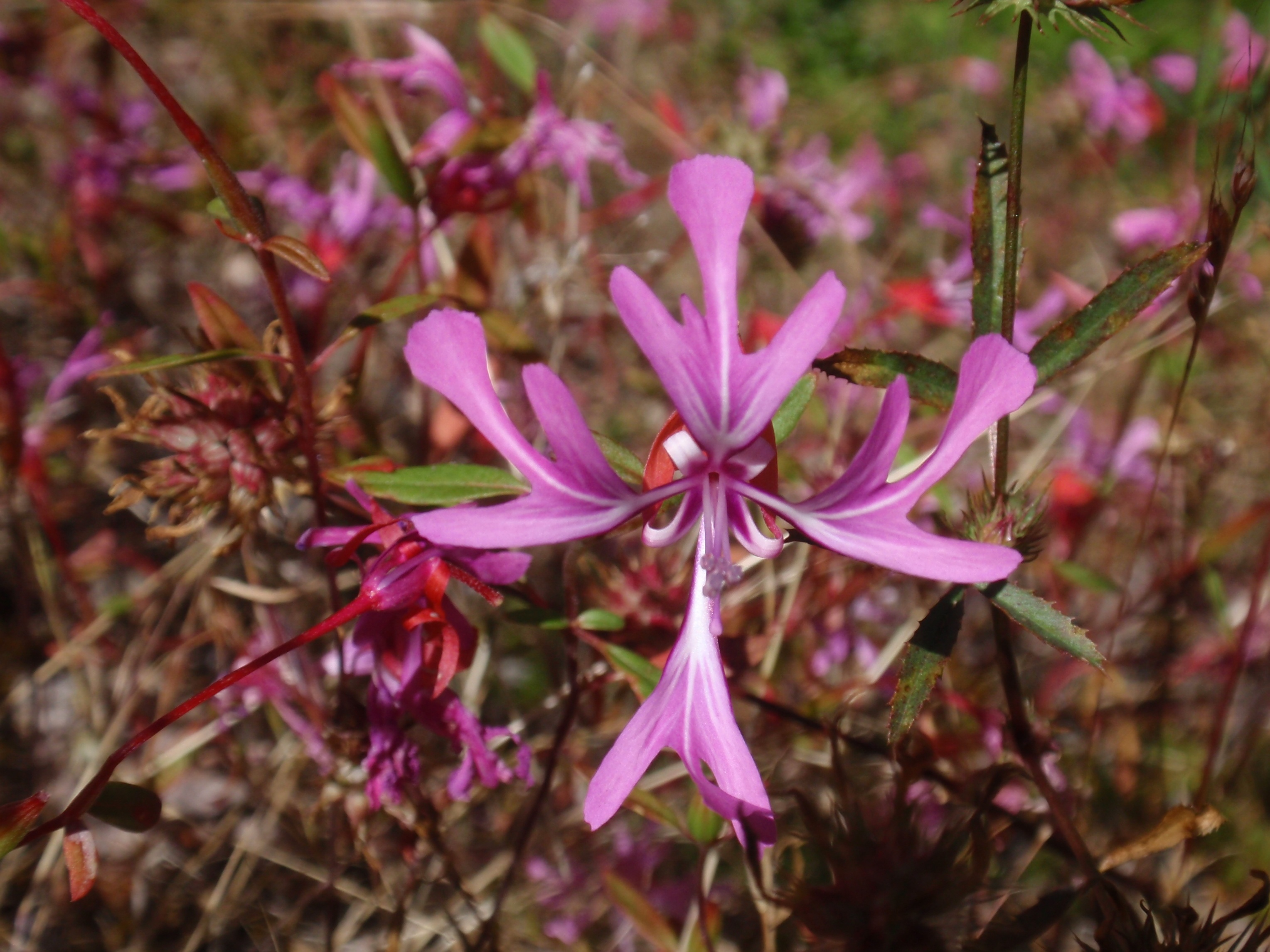
Clarkia concinna
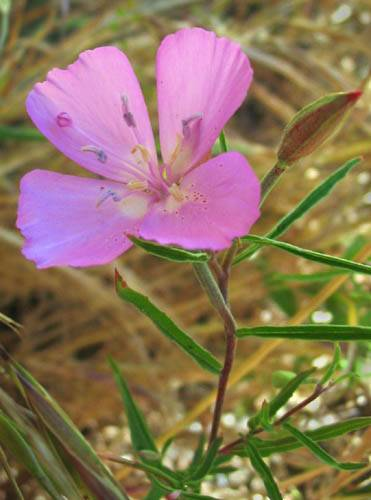
Clarkia bottae